# Шахин, Элиф
Элиф Шахин (тур. Elif Şahin; род. 19 января 2001, Анкара, Турция) — турецкая волейболистка. связующая. 

## Биография
Профессиональная волейбольная карьера Элиф Шахин началась в Анкаре, где с 2017 года на протяжении трёх сезонов выступала за местный клуб «Карайоллары». В 2020 заключила контракт с ВК «Эджзаджибаши», с которым дважды становилась призёром чемпионатов Турции, победителем и призёром клубных чемпионатов мира, призёром Лиги чемпионов ЕКВ и победителем Кубка ЕКВ.
В 2017—2018 выступала за юниорскую и молодёжную сборные Турции. В 2022 дебютировала в национальной сборной страны в официальных соревнованиях. В её составе: участница чемпионата мира 2022, чемпионка Европы 2023, победитель Лиги наций 2023. 

### Клубная карьера
- 2017—2020 —  «Карайоллары» (Анкара);
- с 2020 —  «Эджзаджибаши» (Стамбул).

## Достижения

### С клубами
- двукратный серебряный (2023, 2024) и двукратный бронзовый (2022, 2025) призёр чемпионатов Турции.
- 3-кратный серебряный призёр розыгрышей Кубка Турции — 2021, 2024, 2025.
- обладатель Суперкубка Турции 2020.

- серебряный призёр Лиги чемпионов ЕКВ 2023.
- победитель розыгрыша Кубка ЕКВ 2022.
- чемпионка мира среди клубных команд 2023;
  - бронзовый призёр клубного чемпионата мира 2022.

### Со сборной Турции
- победитель Лиги наций 2023.
- чемпионка Европы 2023.

### Индивидуальные
- 2023: лучшая связующая клубного чемпионата мира.

## Семья
Сестра — волейболистка сборной Турции Салиха Шахин (род. 1998).